# Voith-Arena
Die Voith-Arena, ursprünglich und im Sprachgebrauch weiterhin Albstadion, ist ein Fußballstadion in der baden-württembergischen Stadt Heidenheim an der Brenz. Es ist die Heimspielstätte des Fußball-Bundesligisten 1. FC Heidenheim 1846. Die Anlage verfügt gegenwärtig über 15.000 Plätze. Es liegt auf dem Heidenheimer Schlossberg, unweit von Schloss Hellenstein auf 555 Metern über NHN und ist damit das höchstgelegene Stadion im deutschen Profifußball. Seit dem 4. April 2019 ist der 1. FC Heidenheim der Eigentümer der Fußballarena. Der Club zahlte dafür zwei Millionen Euro an die Stadt Heidenheim.

## Geschichte
1970 beschloss die Stadt Heidenheim den Bau eines Fußball- und Leichtathletikstadions auf dem Schlossberg. Ein Jahr später wurde das Albstadion eingeweiht. 1972 trug der Heidenheimer Sportbund sein erstes Fußballspiel in der Amateurliga Nordwürttemberg im Albstadion aus.
Ein Jahr später wurde die erste Sitzplatztribüne fertiggestellt. Sie verfügte damals über 700 Plätze und bildet heute das Kernstück der Südtribüne.
Erst mit dem Aufstieg des 1. FC Heidenheim in die Regionalliga folgten weitere maßgebliche Baumaßnahmen. An der Nordseite des Albstadions wurden auf dem bisherigen Grashügel feste Stehränge installiert, welche später für den Bau der West- und Osttribüne verwendet wurden. Am 17. Februar 2009 beschloss der Heidenheimer Gemeinderat den Bau eines neuen Fußballstadions an der Stelle des in die Jahre gekommenen Albstadions. Ursprüngliche Pläne, das Stadion in Nord-Süd-Ausrichtung zu bauen oder ein neues Stadion nahe der Autobahnauffahrt zur A7 am Seeberg zu errichten, wurden wegen zu hoher Kosten wieder verworfen. Nachdem der Umbauplan zunächst eine Kapazität von 8.000 Zuschauern vorsah, wurde er nach dem Aufstieg des 1. FC Heidenheim in die 3. Liga abgeändert, da der DFB hier eine Mindestkapazität von 10.000 Zuschauerplätzen vorschreibt. Die Kosten für den Umbau stiegen damit auf rund 14,1 Millionen Euro an. Diese trug zum größten Teil die Stadt Heidenheim, die auch weiterhin Eigentümer des Stadions war, sowie der FCH als Hauptnutzer. Der Umbau begann bereits einen Tag nach dem letzten Saisonspiel gegen den 1. FC Nürnberg II im Juni 2009. Bereits das erste Heimspiel der Saison 2009/10 gegen den Wuppertaler SV konnte wieder in Heidenheim ausgetragen werden.
Das Namensrecht des neuen Stadions hatte zunächst die Immobiliengesellschaft GAGFAH erworben. Somit trug das Stadion für etwa eineinhalb Jahre den Namen GAGFAH-Arena. Beim Heimspiel gegen Dynamo Dresden am 30. April 2010 wurde die 6 × 4 Meter große Videowand in Betrieb genommen. Sie stammt vom alten Aachener Tivoli und befindet sich in der Ecke zwischen West- und Südtribüne. Die offizielle Einweihung nach dem Umbau fand am 4. September 2010 durch ein Freundschaftsspiel des 1. FC Heidenheim gegen den Erstligisten VfB Stuttgart (2:3) statt. Die erste Liveübertragung aus dem Stadion war der 2:0-Sieg der deutschen U20-Herren-Nationalelf am 7. Oktober 2010 gegen die Schweiz. Beim Heimspiel gegen den VfR Aalen am 19. März 2011 war das Stadion mit damals 10.000 Zuschauern erstmals ausverkauft. Am 24. Februar 2011 wurde der Name des Stadions in Voith-Arena geändert, nachdem das ortsansässige Maschinenbauunternehmen Voith die Namensrechte für die nächsten zehn Jahre erworben hatte. Bis Ende 2013 wurde die Südtribüne des Stadions ausgebaut und die beiden angrenzenden Kurven geschlossen, wodurch das Stadion 13.000 Zuschauern Platz bot. Auf dem Vorplatz der Osttribüne wurden eine Stadiongaststätte sowie ein Fanartikel- und Eintrittskarten-Verkauf errichtet. Hinter der Süd-Ost-Kurve ist seit Juli 2014 ein Nachwuchsleistungszentrum untergebracht. Als Namensträger fungierte der Hauptsponsor des Zweitligisten, die Paul Hartmann AG. Am 26. Juli 2014 wurde das Jugendleistungszentrum im Zuge eines Testspiels gegen den VfB Stuttgart eingeweiht. Die Gesamtkosten dieser Erweiterungsmaßnahmen beliefen sich auf ca. 6,5 Mio. Euro, wovon die Stadt Heidenheim 3,6 Mio. beisteuerte. Der Rest wurde durch den Verein und Sponsoren gedeckt. Aufgrund des Aufstiegs in die 2. Bundesliga musste das Stadion laut DFL bis Mai 2015 über 15.000 Zuschauerplätze verfügen. An diese Bedingung knüpfte die DFL die Erteilung der Zweitliga-Lizenz für den 1. FC Heidenheim. Hierfür wurden die beiden Ecken zwischen der Haupttribüne im Norden und der Ost- bzw. Westtribüne bebaut. Am 29. Juli 2014 stimmte der Heidenheimer Gemeinderat einem Zuschuss zum Stadionausbau in Höhe von 2,5 Mio. Euro zu. Weitere zwei Mio. Euro steuerte der Verein selbst bei. Zum Spiel gegen den FC Ingolstadt am 10. April 2015 standen erstmals alle 15.000 Plätze zur Verfügung.

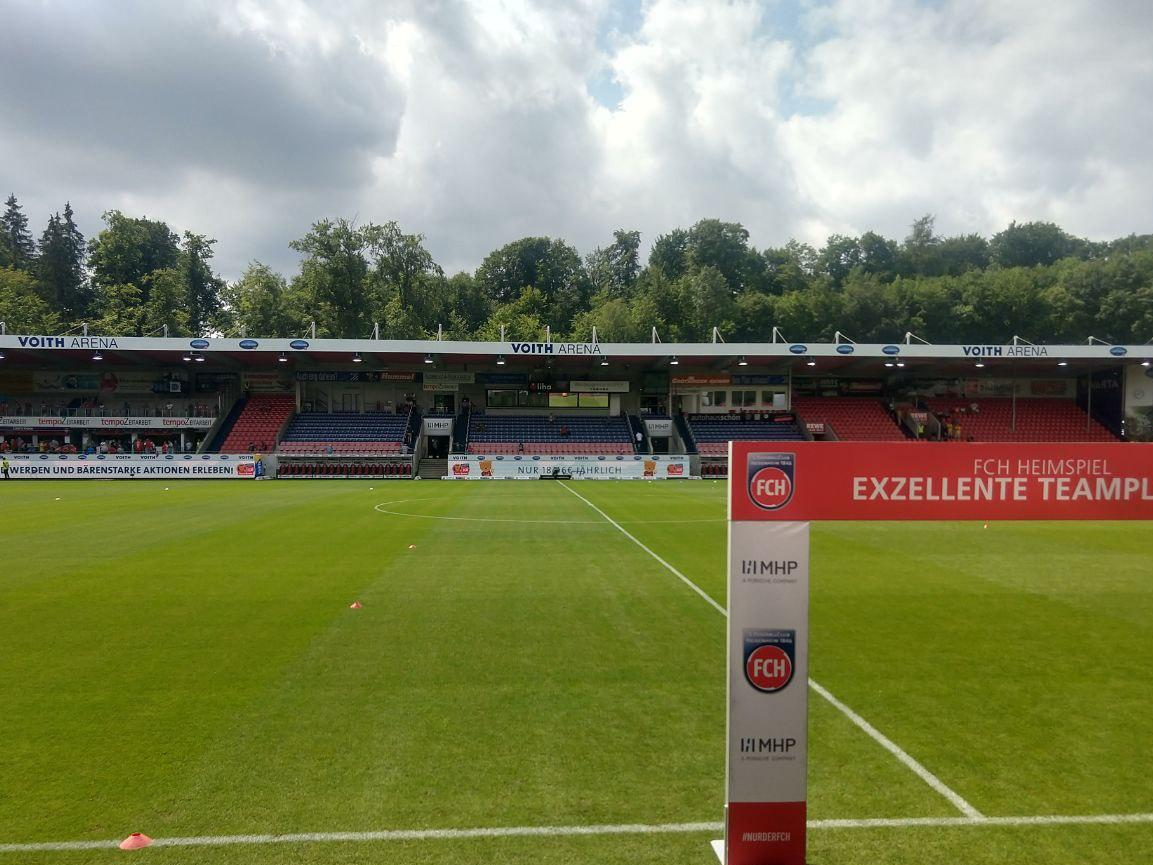
Innenraum der Voith-Arena

Nach einem Vorschlag der Stadtverwaltung stimmte der Gemeinderat am 19. Juli 2018 dem Verkauf des Stadions für zwei Mio. Euro an den 1. FC Heidenheim zu. Der bis 2039 laufende Pachtvertrag wurde aufgelöst. Bis dahin zahlte der Club 2.900 Euro Pacht jährlich, dieser Vertrag wurde noch zu Oberligazeiten ausgehandelt. Zu der Arena gehören der Parkplatz, der Fan-Treff sowie zwei Rasen- und zwei Kunstrasenspielfelder und ein kurz zuvor entstandenes Rasenspielfeld mit Umkleidekabinen und Sanitäranlagen. Das Gelände hat eine Fläche von 102.000 m² und laut Gutachten einen Wert von 18,4 Mio. Euro. Zieht man von der Summe die künftigen Verluste (12,4 Mio. Euro), Investitionen (2,7 Mio. Euro) sowie Gelder aus der Sportförderung (725.000 Euro) ab, ergibt sich ein Preis von 2,5 Mio. Euro. Weitere Investitionen würden rund 475.000 Euro ergeben. Im Endeffekt spart die Stadt mit dem Verkauf Geld. Am 4. April 2019 gab der 1. FC Heidenheim bekannt, dass der Kaufvertrag mit der Stadt Heidenheim über eine Summe von zwei Millionen Euro unterzeichnet wurde.
Seit der Saison 2019/20 führt der 1. FC Heidenheim 1846 das Catering in der Voith-Arena eigenverantwortlich durch. Dafür hat der Verein einen Großteil der Mitarbeiter vom bisherigen Caterer übernommen.
Am 26. November 2019 gab Toralf Haag, Vorsitzender der Geschäftsführung der J.M. Voith SE & Co. KG, auf der Mitgliederversammlung des 1. FC Heidenheim die Einigung von Voith mit dem Verein über die Verlängerung des bis 2024 laufenden Sponsorvertrags um weitere zehn Jahre bis zum 30. Juni 2034 bekannt.

2023 wurde der Block D2 auf der Südtribüne dem Gästeblock zugerechnet, da in der Bundesliga mindestens 800 Sitzplätze für Gästefans zur Verfügung gestellt werden müssen, was der Sitzplatzblock auf der Westtribüne alleine nicht erfüllen konnte.
Der Verein hat Pläne die Arena auszubauen. Sie soll einen Oberrang bekommen und dann 25.000 bis 30.000 Zuschauern Platz bieten. Außerdem sollen der Business-Club erweitert und die Verkehrs-Infrastruktur rund um das Stadion ausgebaut werden. Des Weiteren sind ein Blockheizkraftwerk und mehr Fahrradstellplätze geplant.

## Ausstattung
Das Stadion verfügt nach Abschluss der Erweiterungsarbeiten über insgesamt 15.000 überdachte Zuschauerplätze und 37 Business-Logen.
|                          | Sitzplätze | Stehplätze | Logen | Rollstuhlfahrerplätze |
| ------------------------ | ---------- | ---------- | ----- | --------------------- |
| (Haupt-)Nordtribüne      | 2000       | 000–       | 17    | 45                    |
| (Gegen-)Südtribüne       | 1775       | 000–       | 0–    | 0–                    |
| Osttribüne               | 000–       | 3500       | 0–    | 0–                    |
| Westtribüne Heimbereich  | 000–       | 1600       | 0–    | 0–                    |
| Westtribüne Gästebereich | 0330       | 1200       | 0–    | 03                    |
| Südostkurve              | 1600       | 0750       | 0–    | 0–                    |
| Nordostkurve             | 0100       | 1000       | 10    | 0–                    |
| Nordwestkurve            | 0100       | 1000       | 10    | 0–                    |
| Gesamt                   | 5905       | 9050       | 37    | 48                    |

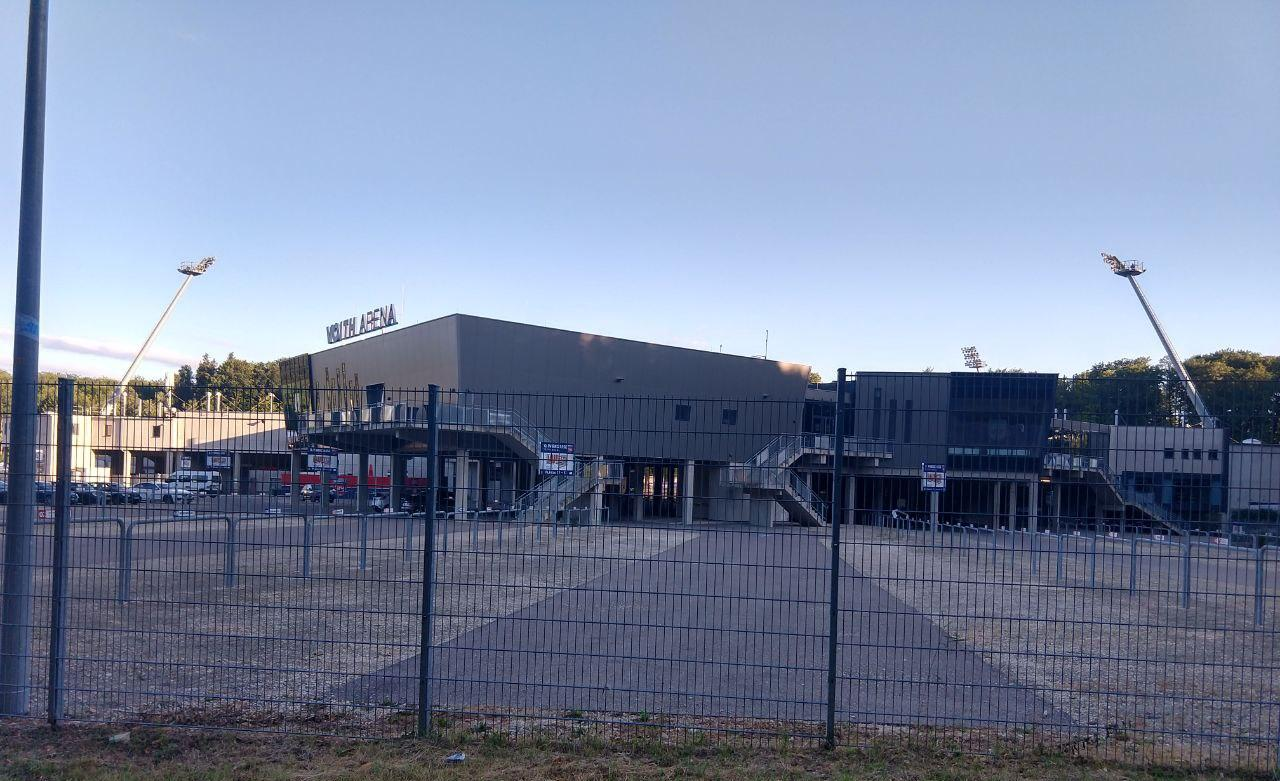
Der Business-Club

Die Haupttribüne beherbergt die Eventlocation Voith-Arena mit dem Sparkassen BusinessClub mit 2.200 Plätzen und 37 Logen. Außerdem sind hier die Geschäftsstelle des Vereins sowie das Eventbüro des Stadions untergebracht. Im Eingangsbereich zum Business-Club finden sich hunderte Namen der Spender einer Bausteinaktion. Im Stadion finden zusätzlich zu den ca. 25 Fußballspielen pro Jahr mehr als 100 Firmen- und Privatveranstaltungen, sowie Stadionführungen statt.
Das Wahrzeichen des Stadions sind die markanten Flutlichtmasten, die schräg über das Spielfeld ragen. Das Spielfeld ist mit einer Rasenheizung versehen. Weitere Besonderheiten sind die Nähe der Zuschauerplätze zum Spielfeld, die maximal sieben Meter von der Seitenlinie entfernt sind, sowie die steil geneigten Tribünen.
Beim Bau der Arena wurde das Ziel verfolgt, das erste energieneutrale Stadion im deutschen Profifußball zu errichten. Hierzu wurden auf allen Tribünendächern und den Dächern des BusinessClubs Photovoltaik-Module montiert sowie hinter der Westtribüne ein Regenwasserspeicherteich für die Rasen-Bewässerung angelegt. Der Bahnhof Heidenheim an der Brenzbahn von Ulm nach Aalen befindet sich ca. 2 km vom Stadion entfernt und ist fußläufig oder mit Bussen erreichbar.
Oberhalb des Stadions befinden sich insgesamt fünf vereinseigene Trainingsplätze, zwei davon mit Kunstrasen, einer davon mit Rasenheizung. An diesem Kunstrasenplatz wurde die erste und derzeit einzige sogenannte Kick-Back-Anlage Deutschlands installiert. Dabei kommt der auf die Betonwand geschossene Ball mit unterschiedlichen Geschwindigkeiten und Flugbahnen zurück und fordert den Schützen zu schnellen Reaktionen heraus. Die 42 Meter lange Anlage wurde von der Scos GmbH entwickelt und gebaut.
Im Zuge des Neubaus der Gegentribüne wurde der vorhandene Imbiss des ehemaligen Albstadions intergiert; somit hat die Voith-Arena als einziges Stadion der Bundesliga einen Imbiss im Innenbereich direkt am Spielfeldrand. Dies soll aus traditionellen Gründen auch so beibehalten werden.

## Galerie

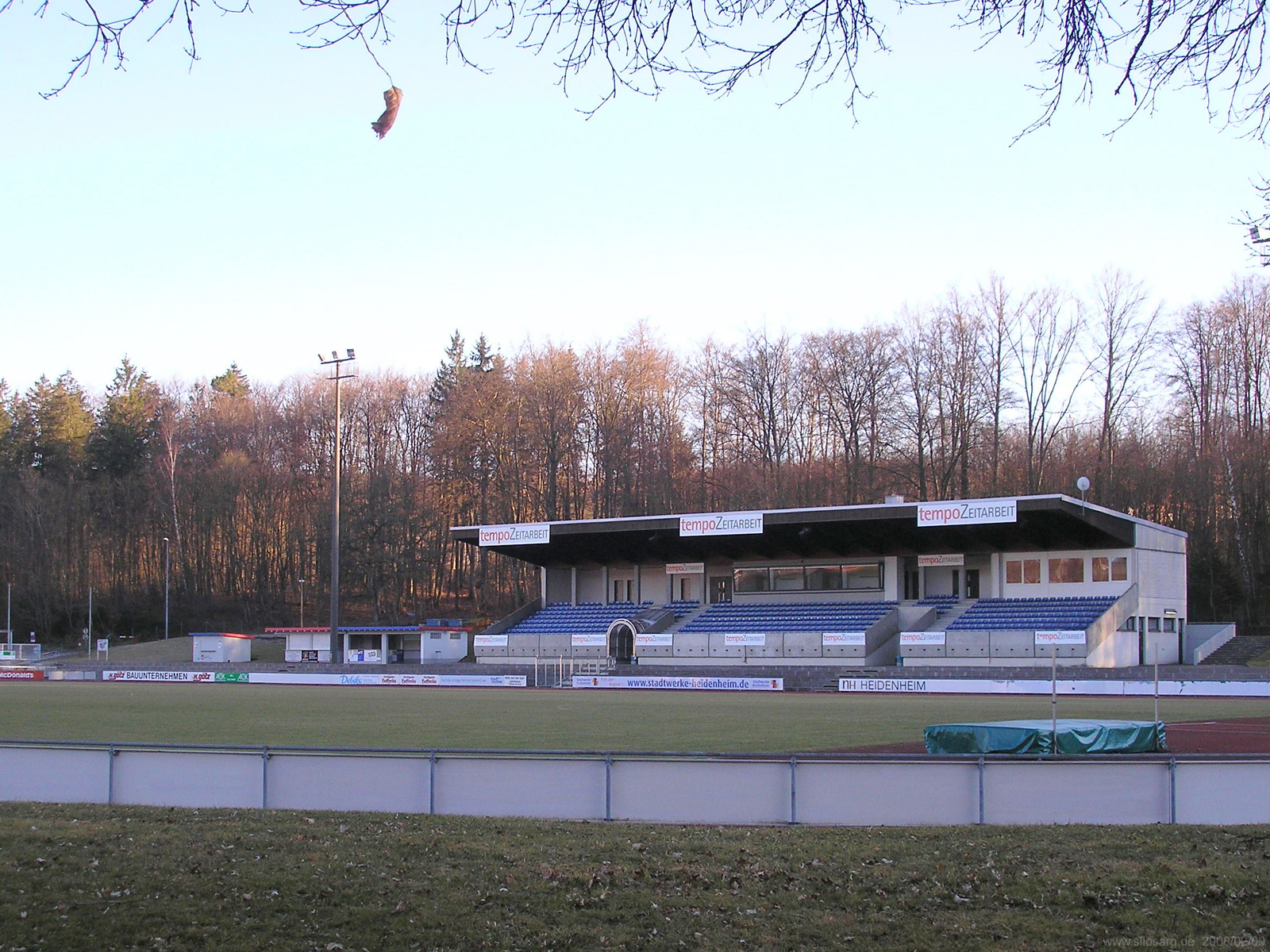
Das Albstadion 2008 vor dem Umbau
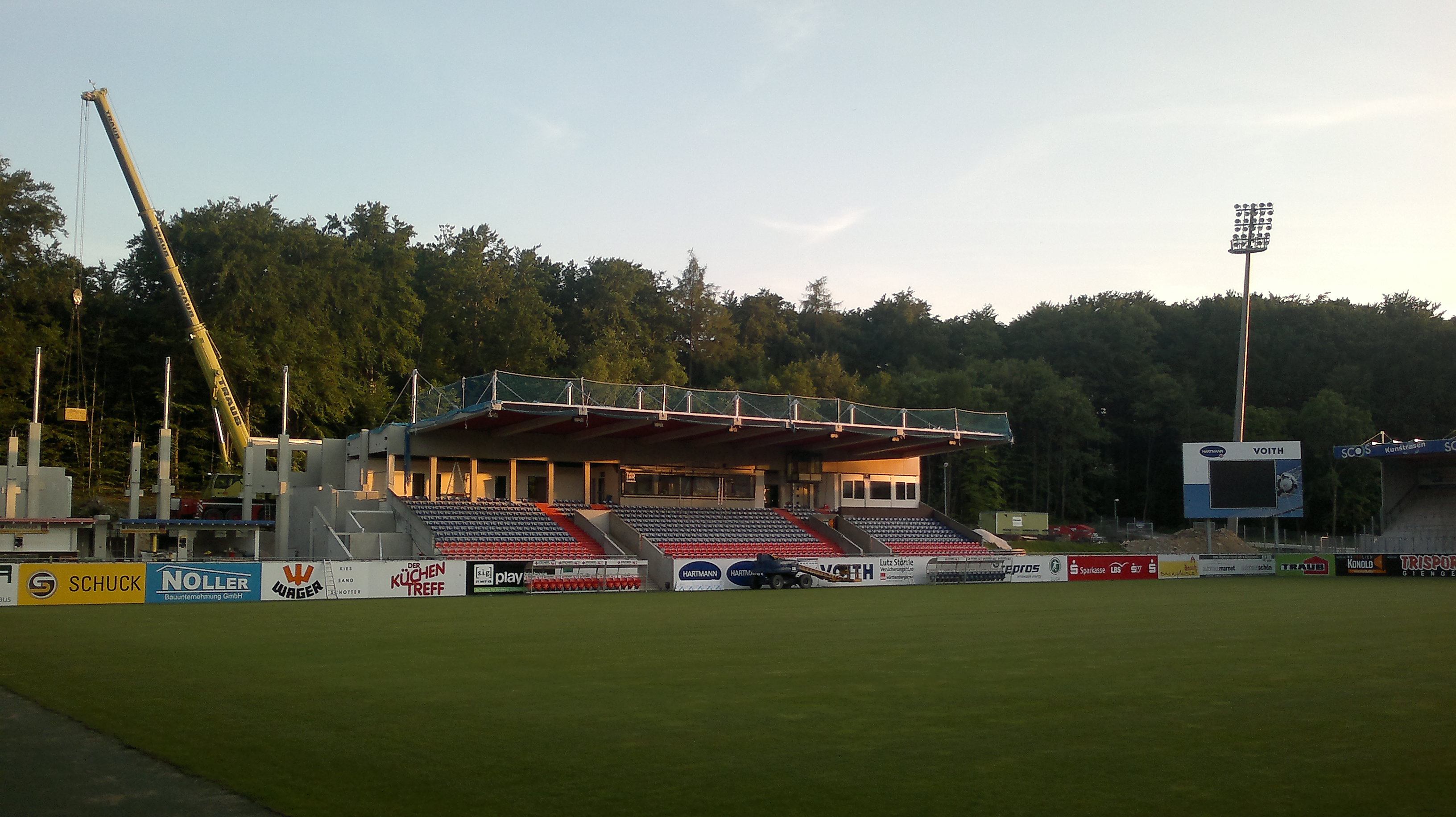
Umbau und …
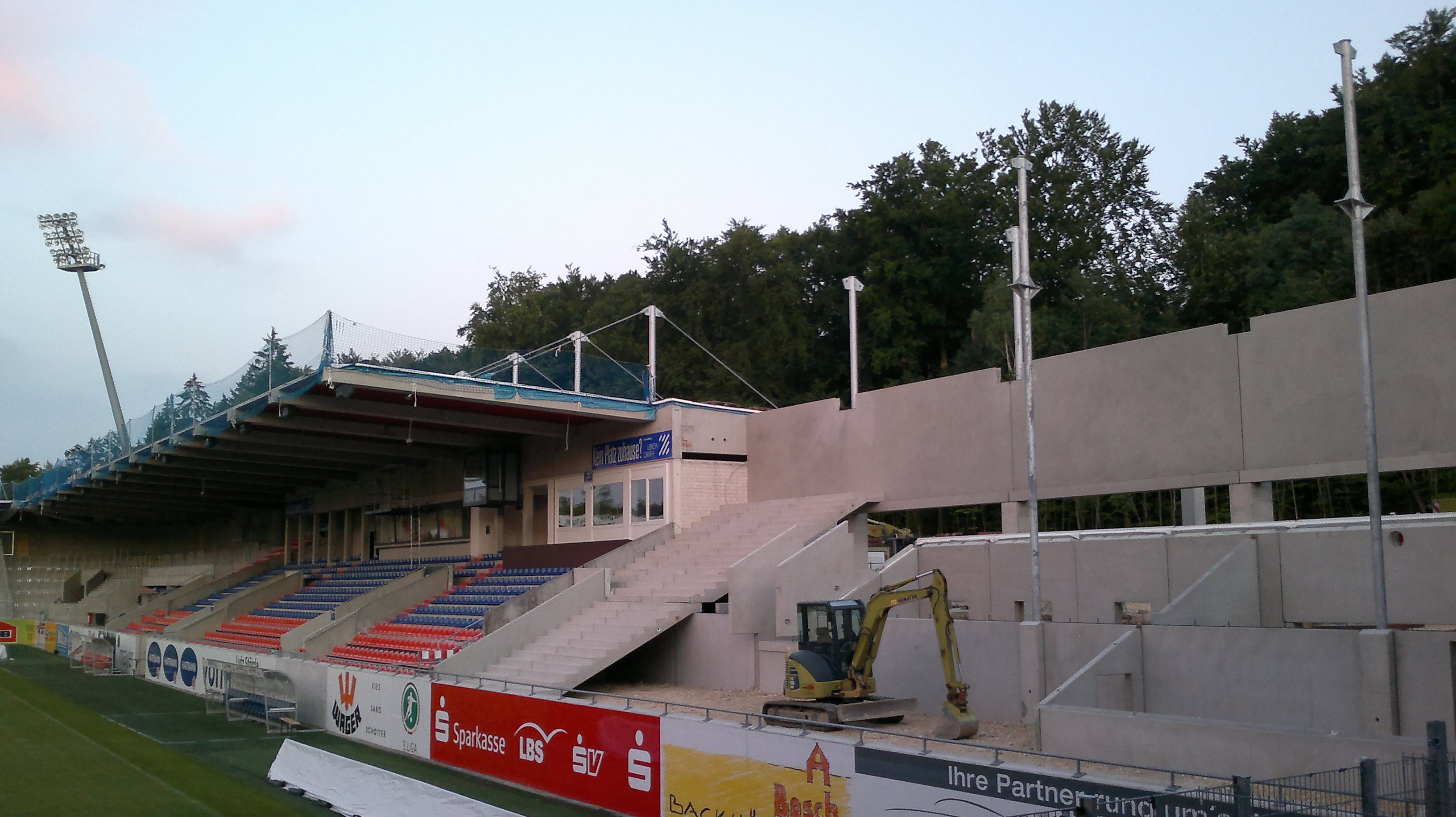
… Erweiterung der Südtribüne
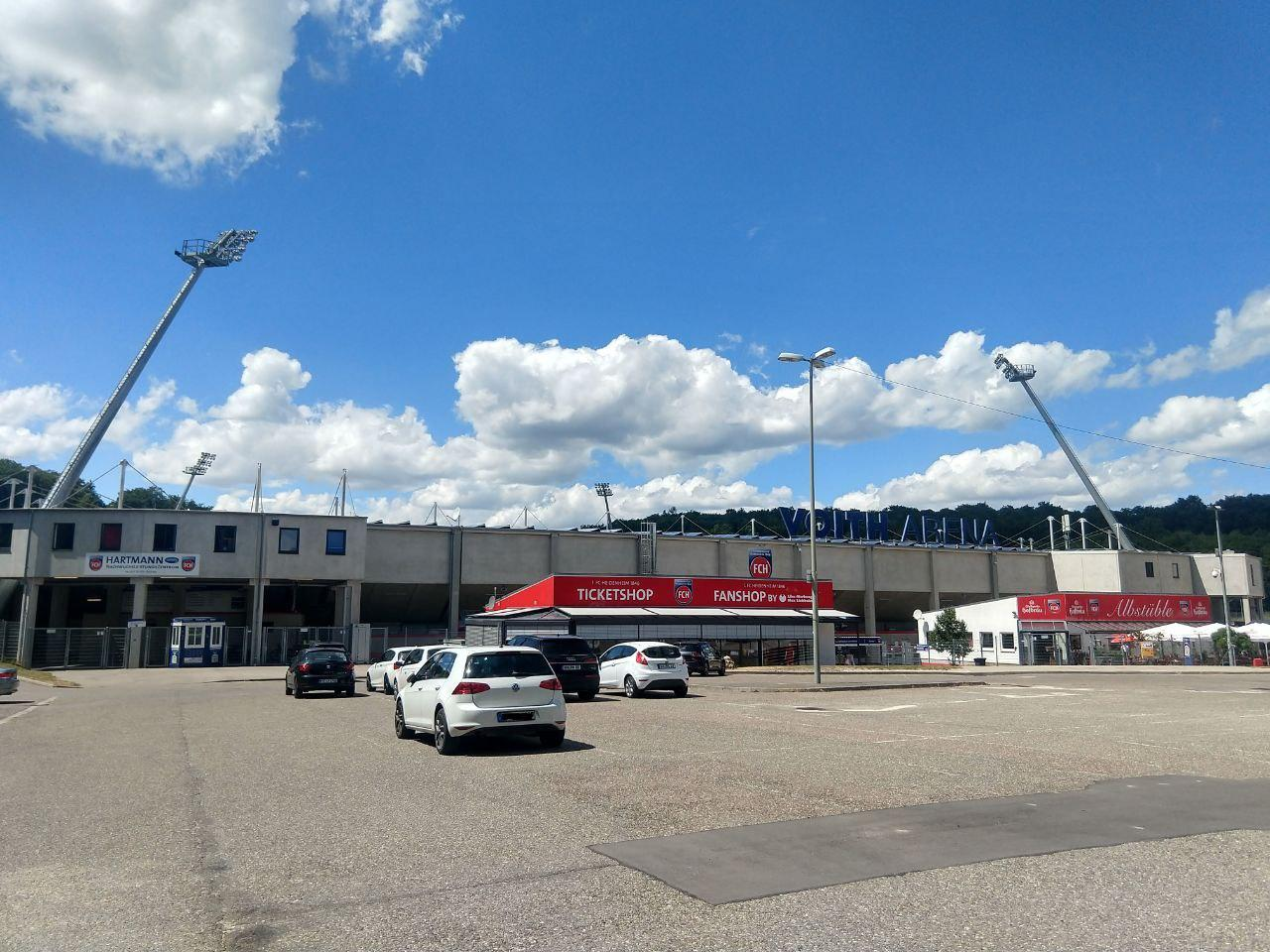
Fan- und Ticketshop sowie Restaurant "Albstüble"
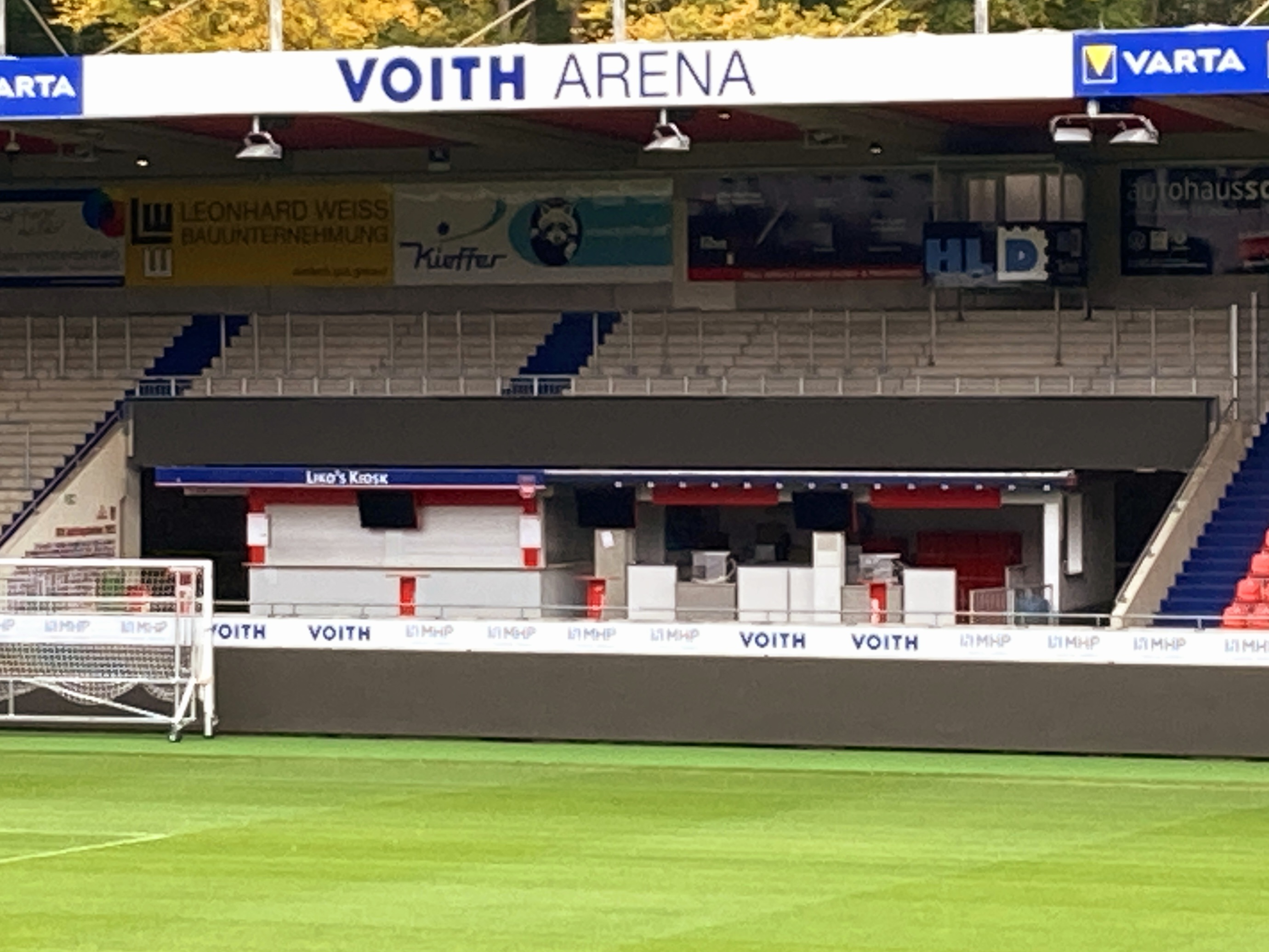
Imbiss im Stadion, Gegentribüne
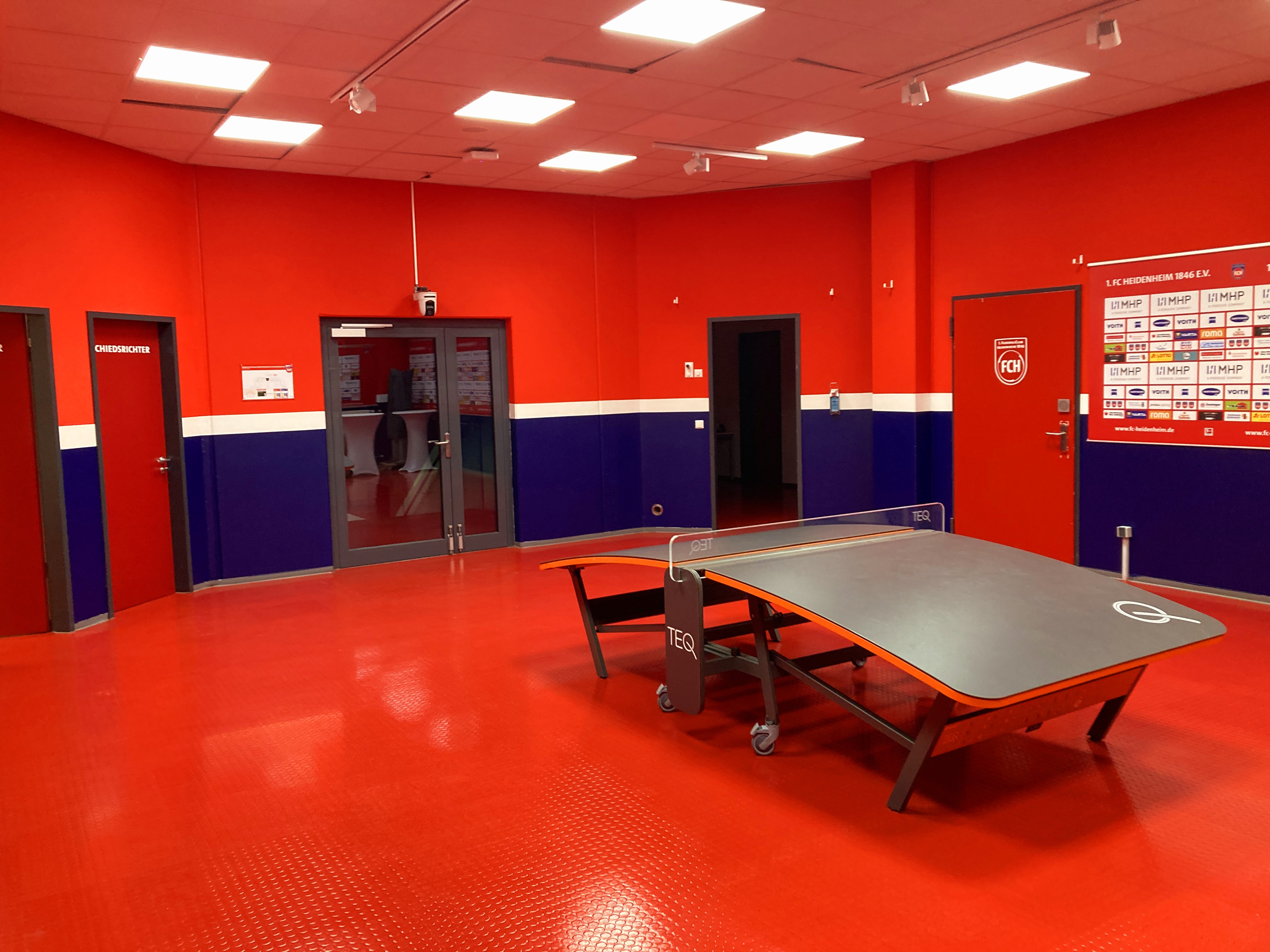
Voith Arena Kabinentunnel
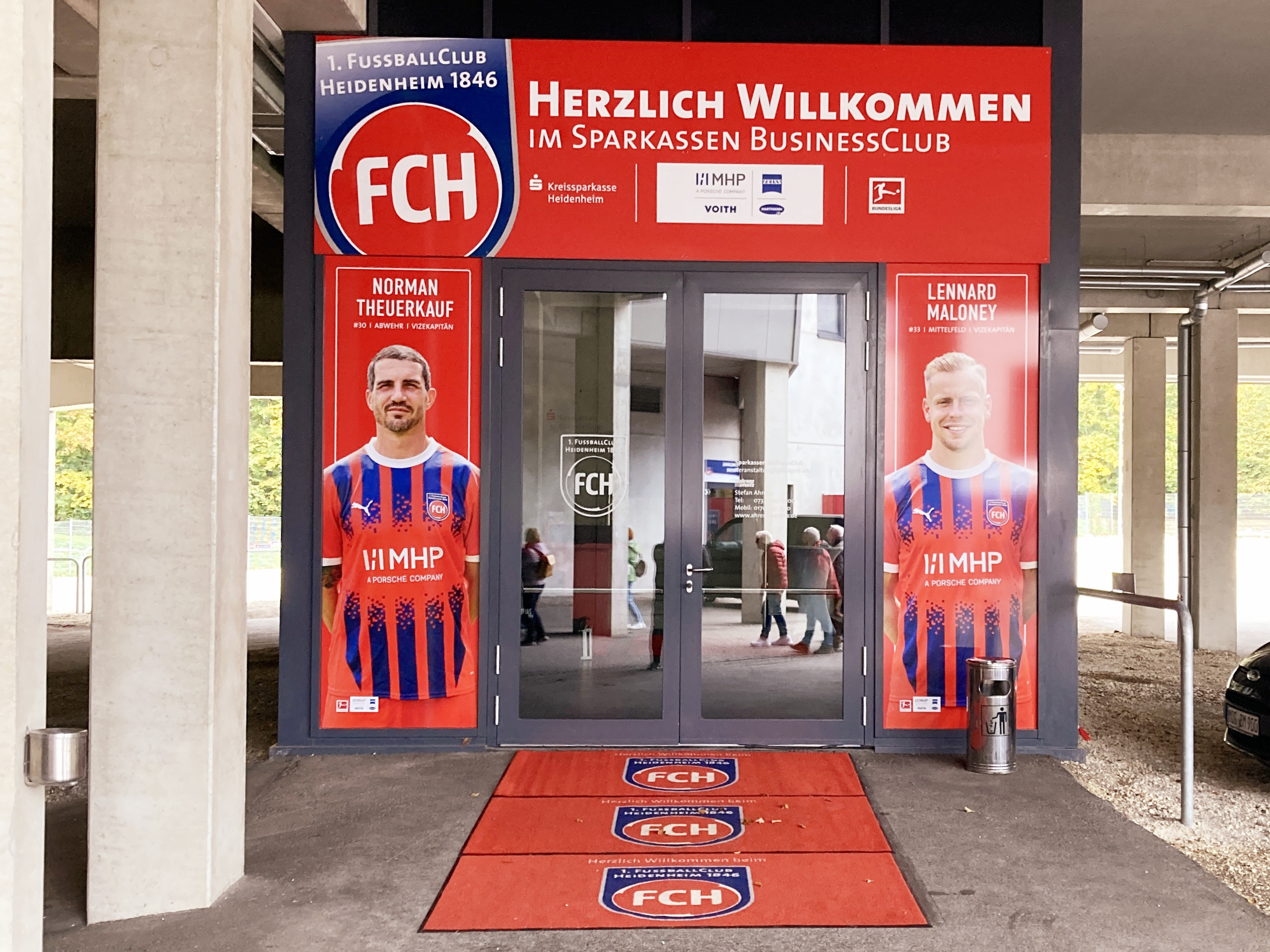
Eingang Sparkassen BusinessClub
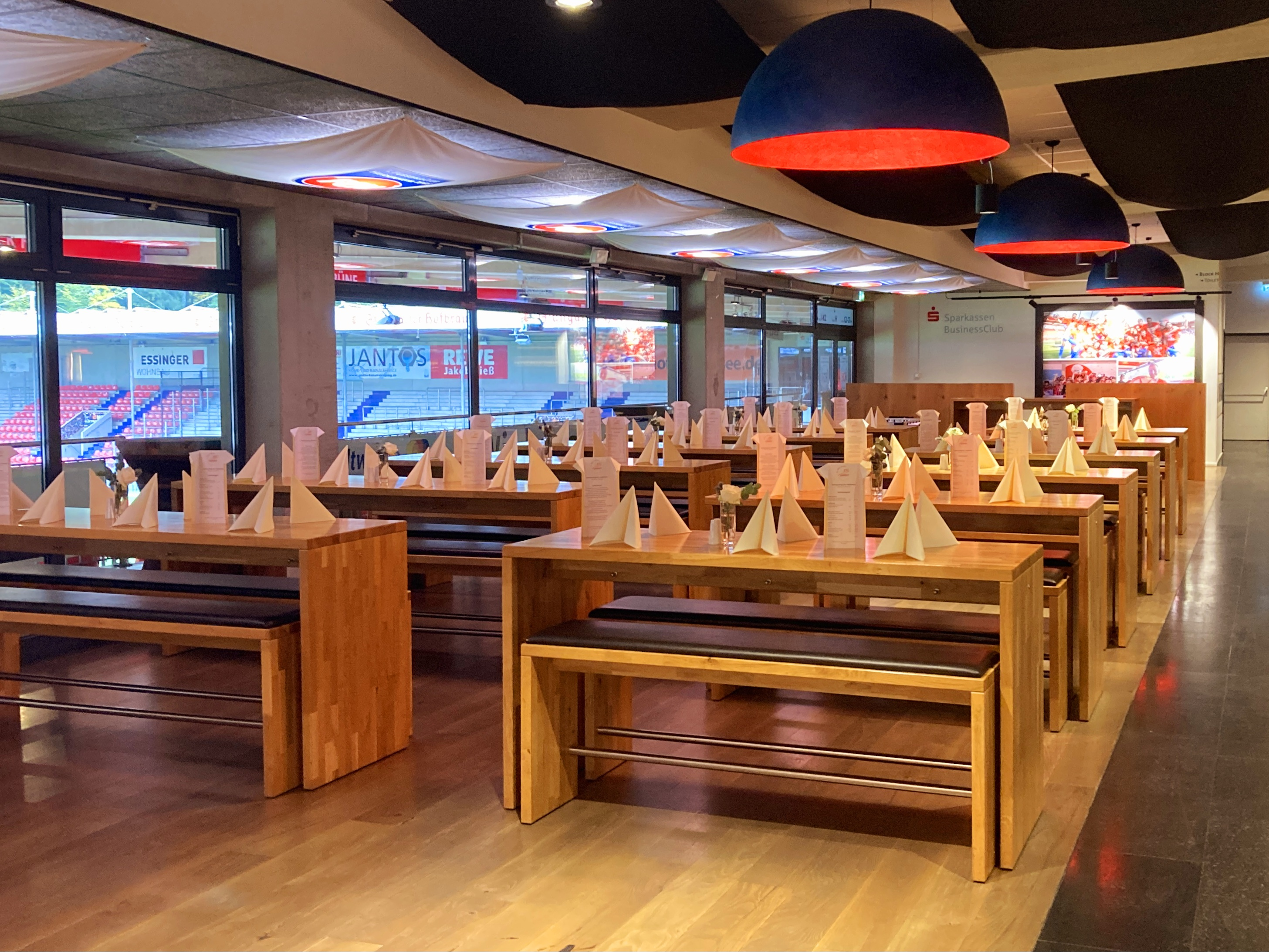
Sparkassen BusinessClub Bereich 1
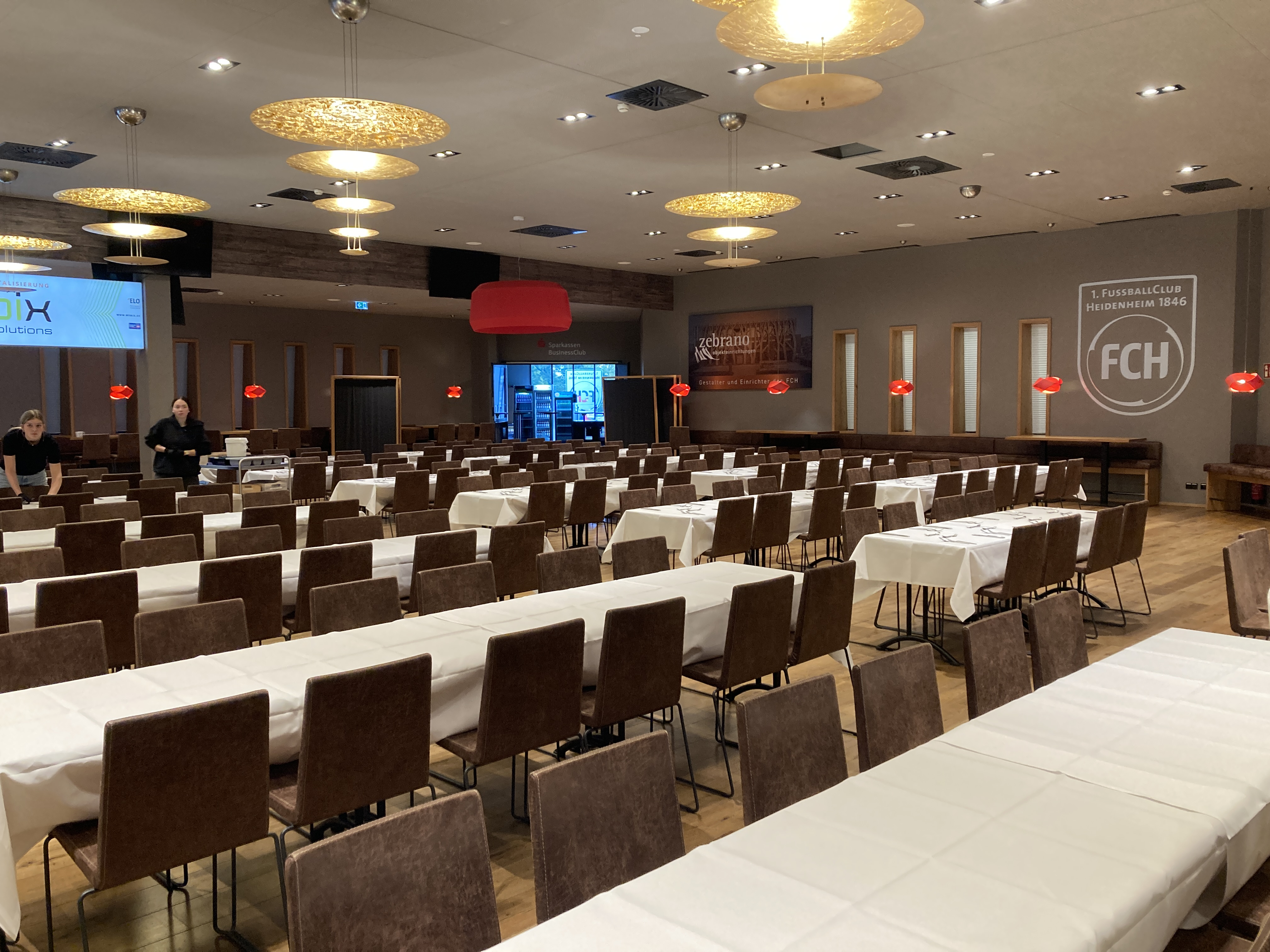
Sparkassen BusinessClub Bereich 2